# Eupodotis senegalensis
Eupodotis senegalensis е вид птица от семейство Otididae.

## Разпространение
Видът е разпространен в Ангола, Бенин, Ботсвана, Буркина Фасо, Габон, Гамбия, Гана, Гвинея, Еритрея, Етиопия, Замбия, Камерун, Демократична република Конго, Република Конго, Кот д'Ивоар, Кения, Мали, Мавритания, Нигер, Нигерия, Сенегал, Сомалия, Судан, Свазиленд, Танзания, Того, Уганда, Централноафриканската република, Чад, Южна Африка и Южен Судан.